# Blabomma yosemitense
Blabomma yosemitense är en spindelart som beskrevs av Chamberlin och Ivie 1937. Blabomma yosemitense ingår i släktet Blabomma och familjen kardarspindlar. Inga underarter finns listade.